# Acanthodelta limbata
Acanthodelta limbata är en fjärilsart som beskrevs av Felder 1874. Acanthodelta limbata ingår i släktet Acanthodelta och familjen nattflyn. Inga underarter finns listade i Catalogue of Life.